# Cantó de Pleine-Fougères
El cantó de Pleine-Fougères (bretó Kanton Planfili) és una divisió administrativa francesa situat al departament d'Ille i Vilaine a la regió de Bretanya.

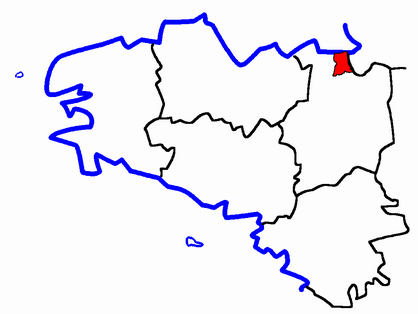
Situació del cantó

## Composició
El cantó aplega 11 comunes:
| Nom francès                | Nom bretó        | Població | km²    | Codi Postal | Codi INSEE |
| Broualan                   | Broualan         | 290      | 12,76  | 35120       | 35044      |
| La Boussac                 | Labouseg         | 973      | 21,93  | 35120       | 35034      |
| Pleine-Fougères            | Planfili         | 1.737    | 31,98  | 35610       | 35222      |
| Roz-sur-Couesnon           | Roz-an-Arvor     | 952      | 25,86  | 35610       | 35247      |
| Sains                      | Sent             | 504      | 10,25  | 35610       | 35248      |
| Saint-Broladre             | Sant-Brewalaer   | 1.014    | 23,81  | 35120       | 35259      |
| Saint-Georges-de-Gréhaigne | Sant-Jord-Grehan | 380      | 12,15  | 35610       | 35270      |
| Saint-Marcan               | Sant-Marc'han    | 380      | 7,68   | 35120       | 35291      |
| Sougéal                    | Sulial           | 586      | 14,15  | 35610       | 35329      |
| Trans-la-Forêt             | Treant-Felger    | 583      | 14,83  | 35610       | 35339      |
| Vieux-Viel                 | Henwiel          | 275      | 8,77   | 35610       | 35354      |
| Cantó                      | Planfili         | 7.674    | 184,17 | -           | 3526       |

## Evolució demogràfica
| 1962  | 1968  | 1975  | 1982  | 1990  | 1999  |
| ----- | ----- | ----- | ----- | ----- | ----- |
| 9.556 | 8.995 | 8.219 | 7.806 | 7.802 | 7.674 |

## Història
| Data d'elecció                           | Identitat       | Partit        | Qualitat |
| ---------------------------------------- | --------------- | ------------- | -------- |
| 19....-1998                              | Maurice Fantou  | Divers droite |          |
| 1998-                                    | Christian Couet | PRG           |          |
| les dades anteriors no són pas conegudes |                 |               |          |
|                                          |                 |               |          |